# Церква святого архистратига Михаїла (Залуччя)
Церква святого архистратига Михаїла в Залуччі — парафія і храм Борщівського благочиння Тернопільської єпархії Православної церкви України в селі Залуччя Чортківського району Тернопільської области.
Оголошена пам'яткою архітектури місцевого значення (охоронний номер 407).

## Історія церкви
Будівництво храму розпочалося в 1707–1709 роках, а його освячення провів настоятель священник Григорій Остафійович. Згодом церкву приєднали до ниврянської парафії. З 1961 по 1988 рік храм був закритий, а з настанням незалежності України його відновили.
З моменту відкриття в храмі провели зовнішній та внутрішній ремонти, а також відреставрували іконостас. Багато ікон намалював художник Петро Стадник. Значний внесок у відновлення церкви зробили Ярослав Панас, Володимир Гордієнко, Віктор Олійник та інші уродженці села.
У селі встановлено пам'ятний хрест на честь скасування панщини. Також насипано й освячено символічну могилу, присвячену Січовим Стрільцям.

## Парохи
- о. Григорій Остафійович,
- о. Іван Яворський,
- о. І. Шаманський,
- о. Савчук,
- о. Василь Дешевий (з 1993).